# Wypływ krasowy

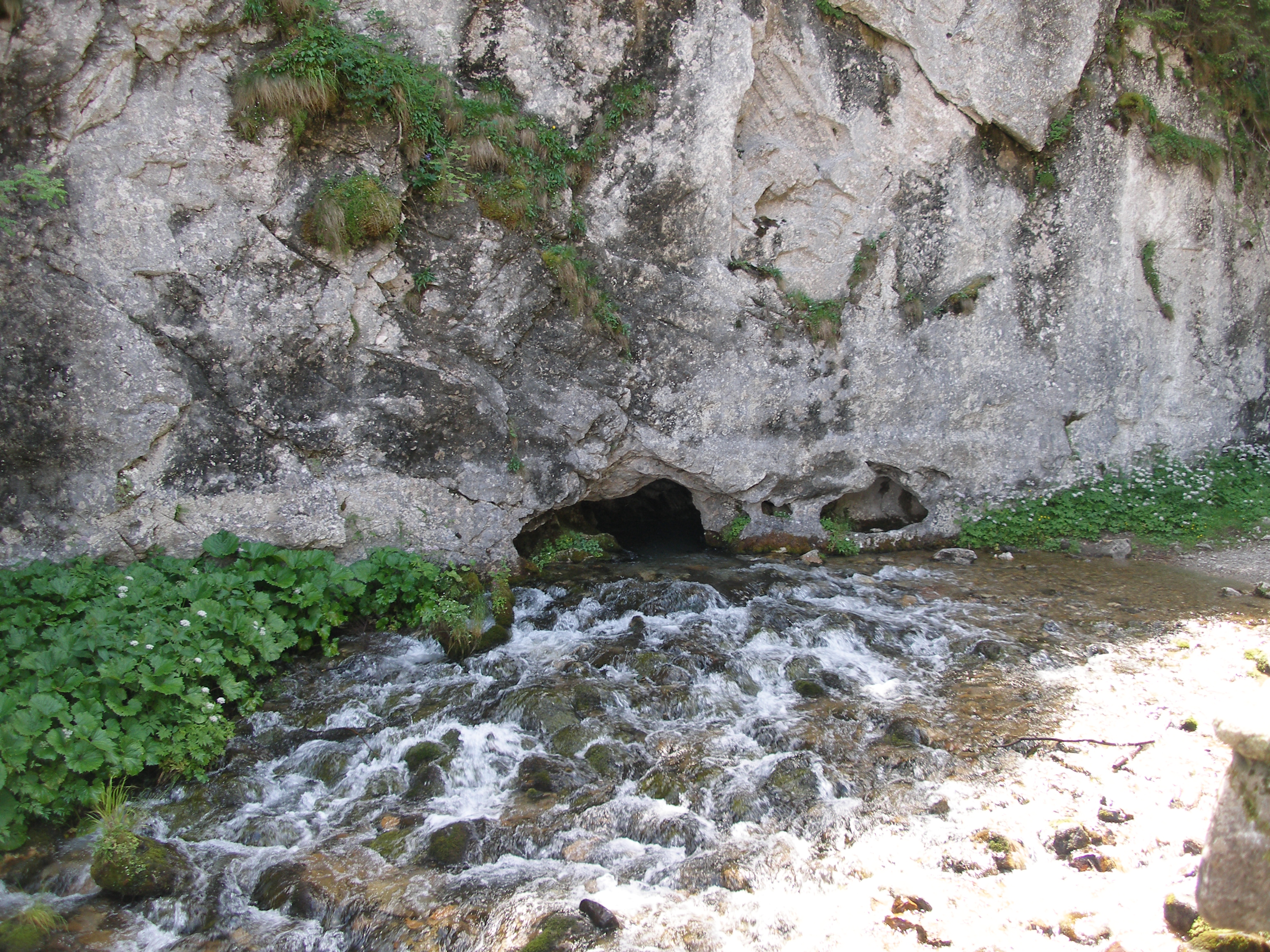
Wypływ spod Pisanej

Wypływ krasowy – źródło krasowe stałe lub okresowe, z którego woda wypływa swobodnie, przeciwnie niż w wywierzysku. Wypływ krasowy zasilany jest zwykle strumieniem, który płynie na pewnym odcinku pod ziemią.